# Pomme d'api
Pomme d'api és una opereta en un acte amb música de Jacques Offenbach i llibret en francès de Ludovic Halévy i William Busnach.

## Història
Offenbach havia sentit a Louise Théo cantant en un cafè-concert a París i tot i que la seva veu no era prou interessant, la seva presència escènica el va fer decidir-se a centrar la següent obra escènica al voltant d'ella. Els assajos de l'òpera van tenir lloc durant l'estiu de 1873 a la 'Villa Orphée' d'Étretat que Offenbach havia construït amb els drets de Orphée aux Enfers. L'èxit de Théo a Pomme d'api va estimular Offenbach a crear una obra de gran longitud al voltant d'ella pel Renaissance. En set setmanes va compondre La jolie parfumeuse, que, com a peça d'un sol acte, s'adaptava perfectament al seu talent.
L'estrena va tenir lloc el 4 de setembre de 1873 al Théâtre de la Renaissance de París, en un programa doble amb La permssion de dix heures. El 20 d'abril de, Pomme d'api es va veure al Théâtre des Bouffes-Parisiens en un programa amb Les rendez-vous bourgeois i La chanson de Fortunio i va tenir una temporada de 60 representacions. El 1877 es va representar al Theater an der Wien. No es va veure a París de nou fins a l'any 1900 quan es van fer 60 representacions al Bouffes-Parisiens. Set enregistraments diferents es van retransmetre per la ràdio nacional francesa entre 1945 i 1974.
Una reposició (aparellada amb M. Choufleuri restera chez lui le... i Mesdames de la Halle) es va muntar a l'Opéra-Comique el 1979 i enregistrat a la Salle Garnier, Montecarlo al setembre de 1982. La peça es va veure a Bolonya i Jesi el 2010.